# Bipassalozetes deserticus
Bipassalozetes deserticus är en kvalsterart som beskrevs av Bayartogtokh och Aoki 1997. Bipassalozetes deserticus ingår i släktet Bipassalozetes och familjen Passalozetidae. Inga underarter finns listade.